# 瓦西 (北部省)
瓦西（法語：Oisy，法語發音：[wazi]）是法国上法蘭西大區北部省的一个市镇，属于瓦朗谢讷区。

## 地理
瓦西（50°21'33"N, 3°26'21"E）面积2.57 平方千米，位于法国上法蘭西大區北部省，该省份为法国最北部的省份及最长的省份，西北濒北海，西接加来海峡省，南至埃纳省和索姆省，东与比利时接壤。
与瓦西接壤的市镇（或旧市镇、城区）包括：贝兰、瓦夫勒尚苏德南、德南、阿沃吕、埃兰。

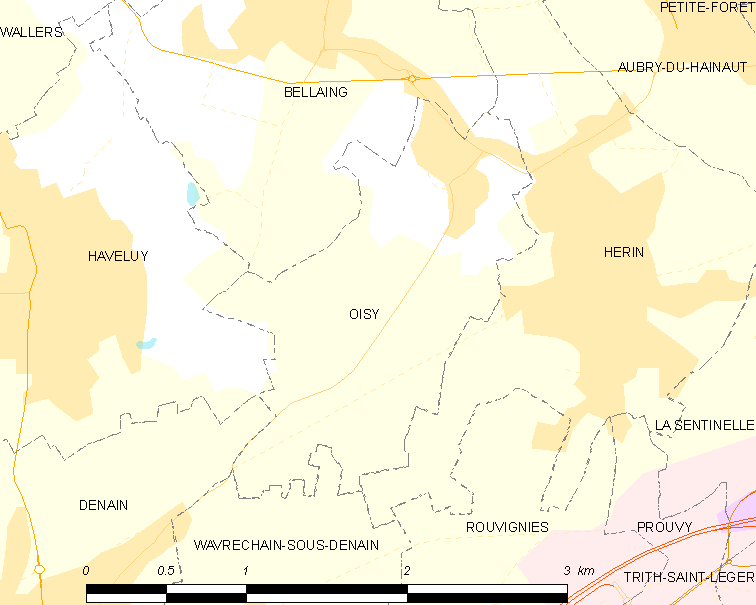
的OSM定位图

瓦西的时区为UTC+01:00、UTC+02:00（夏令时）。

## 行政
瓦西的邮政编码为59195，INSEE市镇编码为59446。

## 政治
瓦西所属的省级选区为欧努瓦莱瓦朗谢讷县。

## 人口

1962-2008年间人口变化图示

瓦西于2022年1月1日时的人口数量为695人。